# Damil
Der Damil (veraltet auch: Daměl) ist ein Berg im Böhmischen Karst bei Tetín in Tschechien. Auf dem Gipfel befindet sich eine steinzeitliche Burgstätte, von der noch einige Gräben und Wälle erhalten sind. Bis in die 1960er Jahre war der Berg ein Zentrum des Kalkabbaues.

## Lage und Umgebung
Der Berg erhebt sich im Westen des Böhmischen Karstes, etwa zwei Kilometer südöstlich von Beroun. Östlich, unmittelbar an der Schulter des Berges befindet sich die Gemeinde Tetín, nördlich die Berouner Ortsteile Zavadilka und Jarov. Nordöstlich wird er von der Litavka, östlich von der Berounka umflossen.
Benachbarte Berge sind der Kosov im Südwesten, sowie (jenseits der Litavka) der Děd im Nordwesten.

## Geschichte

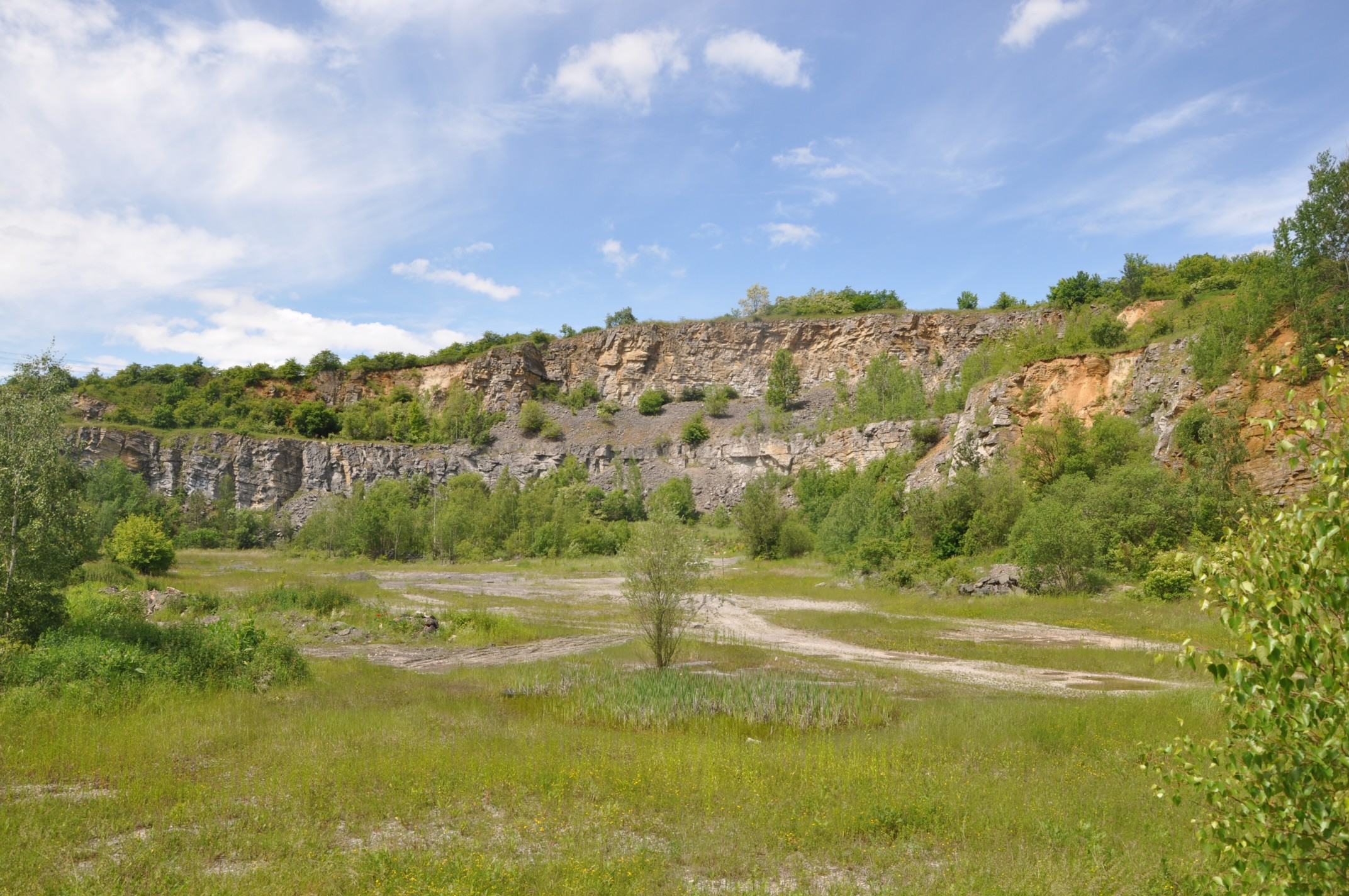
Nový Bílý lom (2013)

Schon seit dem Mittelalter wird am Damil Kalk gebrochen. Das Material wurde beispielsweise zum Bau des Rathauses in Beroun und für die Festung Theresienstadt verwendet.
Am 9. Mai 1898 nahm die Kleinbahn Königshof–Beraun–Koněprus (Drobná dráha Králův Dvůr–Beroun–Koněprusy) ihren Betrieb auf. Damit begann der industrielle Abbau von Kalk für die Zementproduktion. Die ältesten derartigen Brüche waren der Bílý lom („Weißer Bruch“) der Königshofer Zementfabrik AG (Královodvorská cementárna) an der Westseite und der Hergetův lom der Max Herget Zementfabrik an der Ostseite. Später kamen weitere Brüche hinzu. Die größten von ihnen waren später der durch die Gemeinde Tetín aufgeschlossene Modrý Lom („Blauer Bruch“) und der Nový Bílý lom („Neuer Weißer Bruch“) der Königshofer Zementfabrik an der Südwestseite. Nach der Einstellung der Schmalspurbahn im Jahr 1962 kam die Förderung dort zum Erliegen. Der Modrý Lom wird heute als Motocrossstrecke genutzt.

## Wege zum Gipfel
Zum Gipfel des Damil führt eine blau markierte Wanderroute, die ihren Ausgangspunkt in der Gemeinde Tetín hat. 